# أليكس كينيدي
أليكس كينيدي (بالإنجليزية: Alex Kennedy)‏ هو سائق سباق أمريكي، ولد في 2 فبراير 1992 في أزتيك في الولايات المتحدة.

## معرض صور

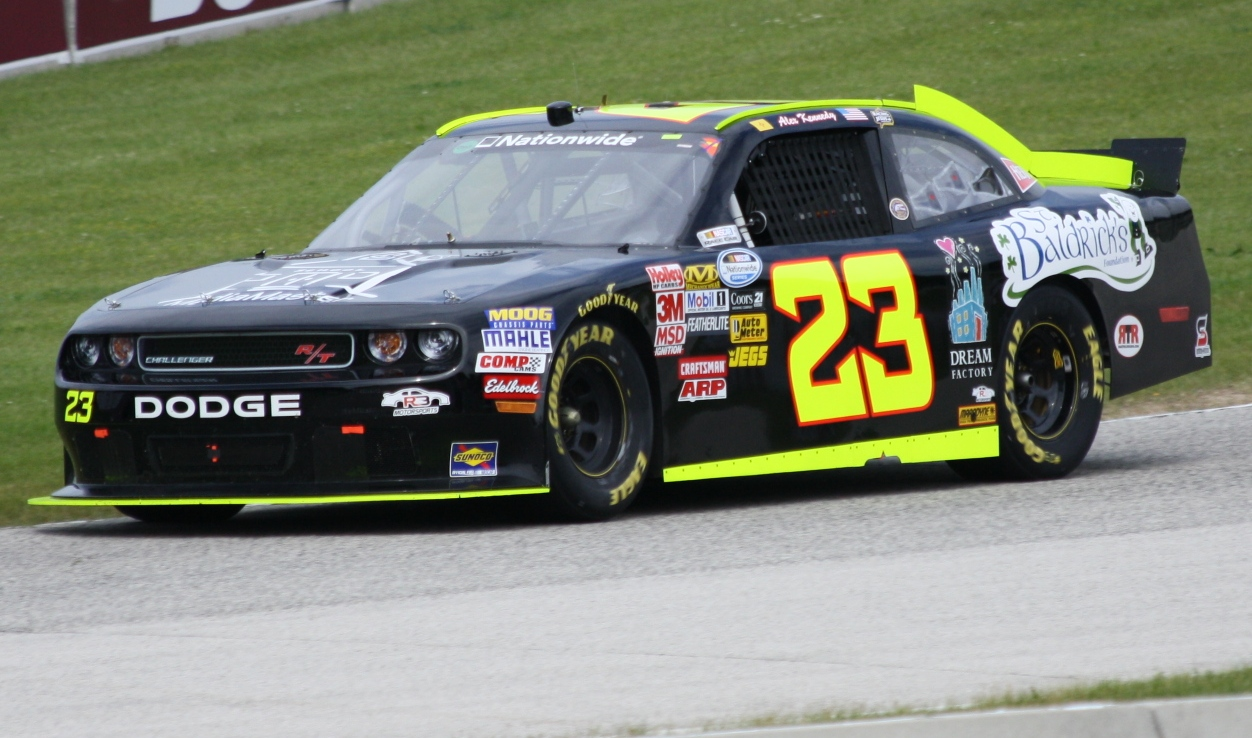
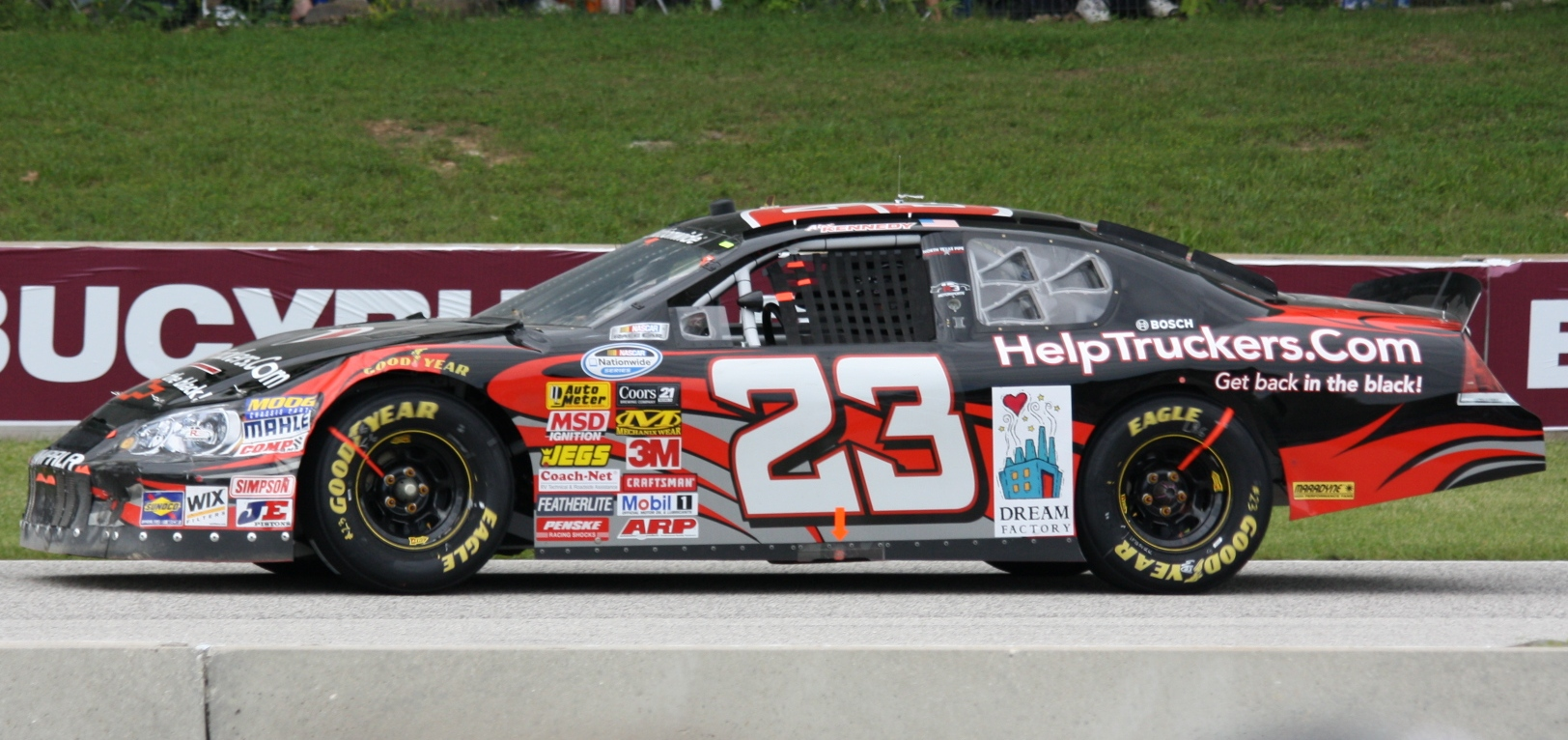
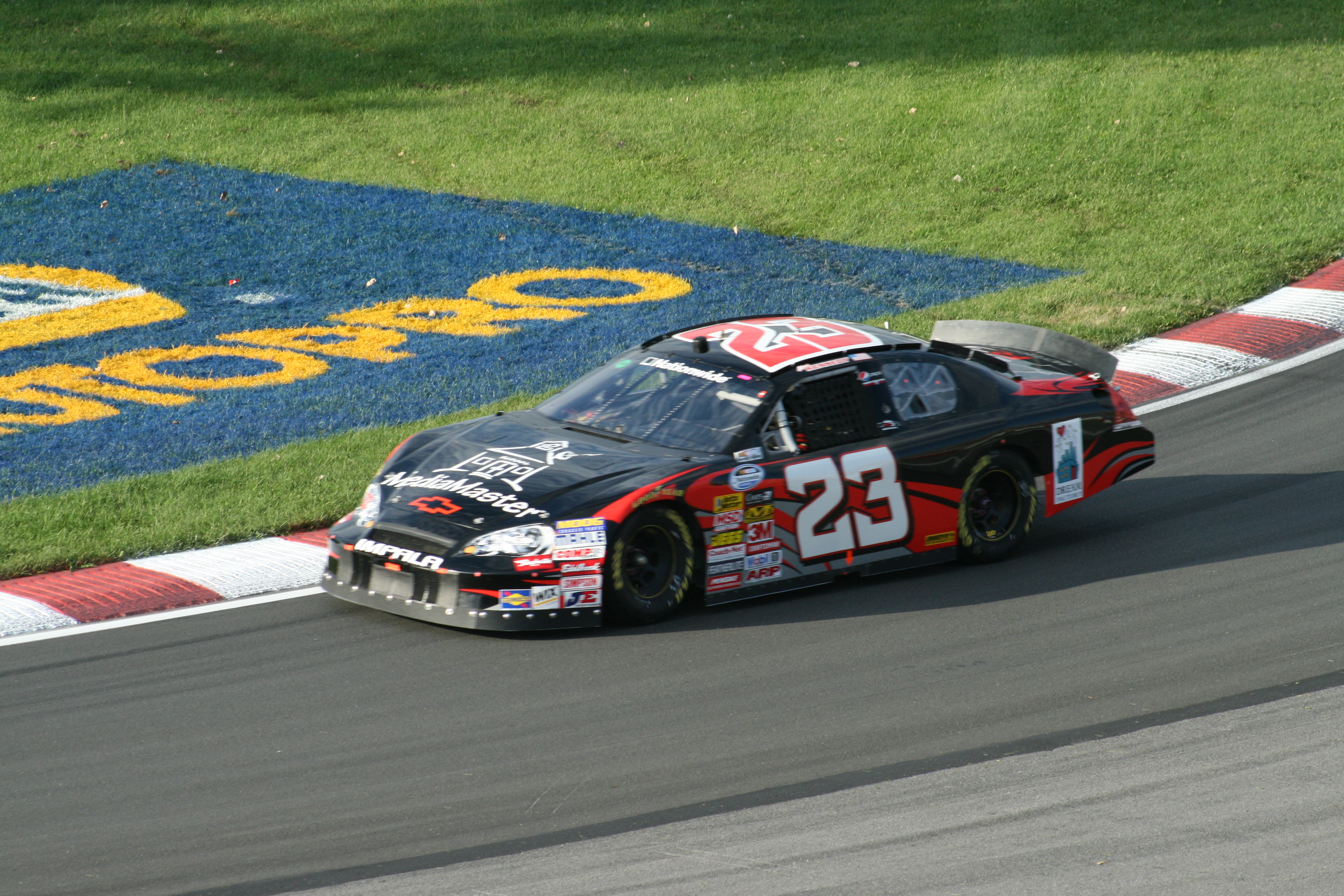
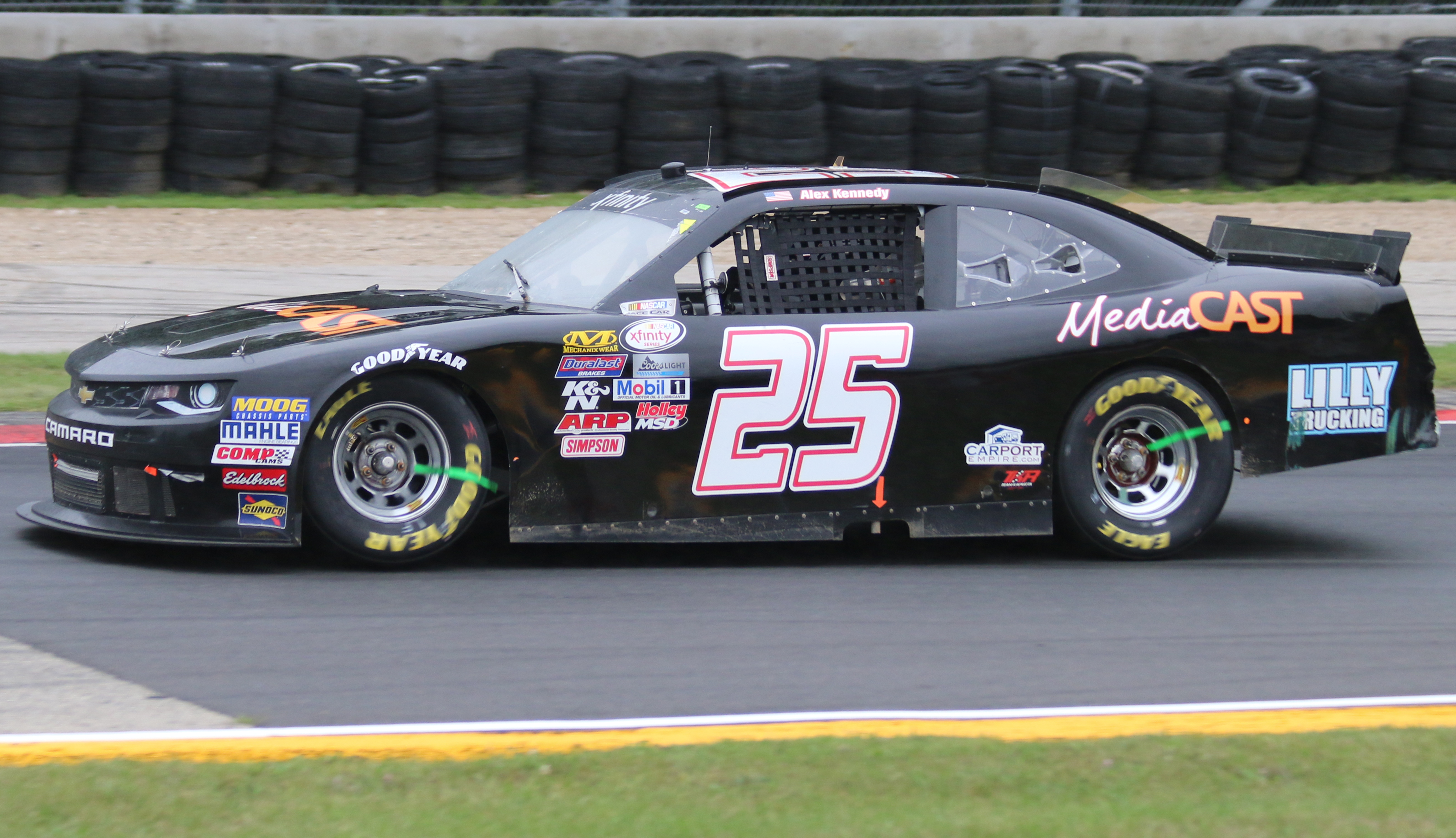

## وصلات خارجية
- الموقع الرسمي
- أليكس كينيدي على موقع Racing-Reference.info (الإنجليزية)